# Il permesso - 48 ore fuori
Il permesso - 48 ore fuori è un film del 2017, scritto e diretto da Claudio Amendola e interpretato dallo stesso regista, con Luca Argentero, Giacomo Ferrara e Valentina Bellè.

## Trama
Rossana, Angelo, Luigi e Donato sono detenuti nel medesimo carcere di Civitavecchia, ma non si sono mai conosciuti e incontrati prima d'ora. Rossana, ragazza di famiglia agiata, è dentro per aver tentato di trasportare 10 kg di droga dal Brasile quando vi era andata in vacanza; Angelo è carcerato per rapina a mano armata; Luigi è un criminale di lunga data, con alle spalle numerose estorsioni, rapine e omicidi; Donato è un ex pugile condannato per coinvolgimento in incontri clandestini, in ansia per la moglie che è costretta a prostituirsi.
Tutti loro, lo stesso giorno, ricevono per buona condotta un permesso di uscita dal carcere di 48 ore, al termine del quale dovranno obbligatoriamente rientrare in prigione, altrimenti verranno considerati come evasi. All'uscita dell'istituto non c'è nessuno ad aspettarli, tranne nel caso di Rossana, che trova ad attenderla una grossa berlina nera con l'autista. Angelo, non trovando gli amici, chiede ed ottiene da Rossana un passaggio a casa sua, ereditata dalla nonna.
Durante il tragitto, i due giovani consumano un veloce rapporto sessuale, dopodiché Rossana, dopo essersi fatta lasciare a casa dall'autista ed avergli chiesto di accompagnare Angelo a destinazione, dapprima si rincresce di non trovare a casa la madre, impegnata in una riunione di lavoro, salvo poi litigarci quando a sera le due si rivedono, e la figlia manifesta l'intenzione di voler fuggire all'estero per non dover tornare in carcere.
Angelo si fa lasciare presso il domicilio indicato, e qui trova ad aspettarlo i suoi amici ed ex complici, che gli hanno preparato una sorta di festa a sorpresa e, a seguire, gli propongono un nuovo colpo in grado di sistemarli tutti per un pezzo, e dopo il quale Angelo dovrebbe darsi alla latitanza in un paese straniero.
Donato, una volta varcati i cancelli del carcere, prende l'autobus e si reca da Sasà, il protettore della moglie, per convincerlo a lasciarla libera. Sasà accetta, ma a condizione che l'ex pugile partecipi ad un incontro di lotta clandestina e lo vinca. Donato accetta e riesce a vincere l'incontro, ma nel momento in cui ricorda a Sasà di mantenere la propria parola quest'ultimo lo accoltella all'addome, rivelandogli che la moglie è morta tempo prima, incaricando poi due suoi uomini di portarlo in un luogo isolato e finirlo. Uno dei due si allontana di alcuni metri, mentre l'altro, Gaetano, ha pietà di Donato e si limita a spingerlo giù in un fossato sparando in aria, e di fatto mette l'ex pugile in condizione di recuperare forze sufficienti a tornare da Sasà ed ottenere giustizia: per fare ciò, purtroppo, Donato è costretto a ucciderlo con un piccone, prima di crollare a propria volta.
Luigi, dopo essere tornato a casa in treno, apprende che il figlio Michele, ansioso di ripercorrere le sue orme, ha iniziato a spacciare droga per conto proprio nella zona controllata dalla banda di Goran, vecchio complice dello stesso Luigi. Dapprima Luigi riesce a convincere il figlio a non spacciare più, poi si reca da Goran per convincerlo a non attuare ritorsioni nei confronti del figlio e della moglie. Avendo compreso di non essere riuscito in tale intento, Luigi convince quindi Michele e la moglie Paola a lasciare la città per sempre, in attesa della resa dei conti con Goran, che va da lui e lo uccide a colpi di pistola.
Intanto Angelo, dopo aver dato il proprio assenso al colpo progettato dagli amici, decide di andare a rivedere Rossana. I due passano la notte a parlare ed Angelo propone alla ragazza di fuggire insieme, una volta effettuato il colpo. Rossana si dice d'accordo, ma nel frattempo entrambi iniziano a coltivare dubbi sulla loro intenzione di fuggire dall'Italia. Alla fine, infatti, Angelo e Rossana decidono di rinunciare ai rispettivi progetti e rientrano insieme in carcere, per scontare il resto della pena e poi provare a ricostruirsi una vita.

## Produzione
Il film è stato girato parzialmente in Abruzzo, più precisamente nella città di Pescara e nel Lazio, a Civitavecchia, a Roma e a Latina.

## Distribuzione
La pellicola viene distribuita nelle sale cinematografiche italiane a partire dal 30 marzo 2017.

## Promozione
Il trailer del film viene diffuso su YouTube il  19 gennaio 2017.

## Riconoscimenti
- Ciak d'oro - 2017
  - Miglior produttore a Claudio Bonivento[5]
  - Candidatura migliore sonoro in presa diretta a Stefano Campus e Sandro Ivessich Host